# Predmet (slovnica)
Prêdmet (objékt) je stavčni člen, po katerem se vprašamo z ustreznim povedkom. Predmet pomensko dopolnjuje povedek. Slovnično je podrejen povedku - povedek namreč določa njegov sklon. 